# Nestor Bujnicki
Nestor Alojzewicz Bujnicki (ur. 23 stycznia?/4 lutego 1863 w Petersburgu, zm. 4 grudnia?/17 grudnia 1914) – rosyjski generał porucznik od 1913, inżynier, profesor.

## Życiorys
Uczył się w 2 Gimnazjum Wojskowym. Absolwent Nikołajewskiej Szkoły Inżynieryjnej (1884) i Nikołajewskiej Akademii Inżynieryjnej (1889). Po zakończeniu akademii do 1893 fortyfikował Osowiec. Od 1893 wykładowca Akademii Inżynieryjnej. W 1895 obronił pracę doktorską. Później  profesor nadzwyczajny, profesor zwyczajny (1904) Akademii Inżynieryjnej. W 1910 zasłużony profesor Akademii Inżynieryjnej. Pracował w oddziale fortyfikacyjnym sztabu carskiej armii. Brał udział w budowie, modernizacji i projektowaniu ok. 100 twierdz. W l. 1899 – 1901 wykonał projekt ufortyfikowania Przyczółka Różan, zaprojektował trzy forty Twierdzy Osowiec, projektował modernizację Twierdzy Modlin, uczestniczył przy realizacji twierdz Brześć Litewski, Kronsztad, Sewastopol. Od 1909 r. był stałym członkiem Komitetu Inżynieryjnego przy Głównym Zarządzie Inżynierii. W teorii fortyfikacji był zwolennikiem grupowego budowania fortów i wykorzystania w nich pancerzy. Stronnik rozbudowy inżynieryjnej przygranicznych rejonów Rosji. Brał udział w pracach różnych komisji i komitetów wypracowujących zasady inżynieryjnej obrony stref granicznych Rosji i budowy twierdz. Wypracował zasady określenia sił garnizonów twierdz i ich uzbrojenia środkami artyleryjskimi. Wiązał sprawy wykorzystania współczesnych środków techniki na polu walki i zabezpieczenia inżynieryjno-fortyfikacyjnego. Do początku I wojny światowej służył w Zarządzie Umocnień Sztabu Generalnego. Był członkiem stałym Komitetu ds. Twierdz w Zarządzie Głównym Sztabu Generalnego Imperium Rosyjskiego.
Napisał wiele artykułów z zakresu inżynierii i fortyfikacji które były drukowane w specjalistycznych periodykach takich jak: Magazyn inżynieryjny i artyleryjski, Rosyjski inwalida, Zbiór myśli wojskowych. Był autorem szeregu opracowań z dziedziny fortyfikacji, m.in. Twierdze i ich obrona artyleryjska (1902), Współczesna fortyfikacja stała i polowa (1903), Krótki kurs teoretyczny fortyfikacji polowej (1906), Fortyfikacja polowa cz. 1 (1906), Inżynieryjna obrona państwa (1907), Twierdze nadmorskie (1911). Był członkiem komitetu redakcyjnego Encyklopedii Wojskowej. Poruszał zagadnienia takie jak wykorzystanie pancerzy fortecznych (kopuł, wież), obrona wybrzeża czy stały charakter fortecznych garnizonów.
Był również autorem projektów nowoczesnych fortów (F1910) i grup fortowych (GF1908/12), które zostały zrealizowane podczas rozbudowy Twierdzy Modlin.
Odznaczenia: Order św. Stanisława I, II i III stopnia, Order Świętego Włodzimierza III i IV stopnia, Order Świętej Anny II, III i IV stopnia.